# 1407
Năm 1407 là một năm trong lịch Julius.

## Sự kiện
- Nhà Minh xâm lược Đại Việt, bắt sống Hồ Quý Ly, kết thúc thời nhà Hồ, khởi đầu Bắc thuộc lần thứ 4. Bắt đầu thời nhà Hậu Trần (1404-1413)

## Mất
- Hoàng Hối Khanh (sinh 1362), là quan nhà Hồ trong lịch sử Việt Nam, người huyện Lệ Thủy, tỉnh Quảng Bình.
- Chế Ma Nô Đà Nan, tướng nhà Trần và nhà Hồ trong lịch sử Việt Nam.
- Hồ Quý Ly, vua nhà Hồ.
- Nhân Hiếu Văn hoàng hậu, là hoàng hậu của Minh Thành Tổ Chu Đệ.
- Hồ Quý Ly, đi vào  Hà Tĩnh bị bắt.